# Tiznit
Tiznit (aus Taschelhit ⵜⵉⵣⵏⵉⵜ Tiznit, arabisch تيزنيت, DMG Tīznīt) ist eine ca. 90.000 Einwohner zählende Großstadt im Süden von Marokko in der Region Souss-Massa und Verwaltungssitz der gleichnamigen Provinz.

## Lage und Klima
Die knapp 250 m hoch gelegene Stadt Tiznit liegt etwa 95 km (Fahrtstrecke) südlich von Agadir zwischen den westlichen Ausläufern des Antiatlas und dem etwa 15 km entfernten Atlantik. Die Entfernung zur nordöstlich gelegenen Stadt Marrakesch beträgt etwa 320 km. Das Klima in Tiznit ist wüstenartig; Regen (ca. 150 mm/Jahr) fällt hauptsächlich in den Wintermonaten.

## Bevölkerungsentwicklung
| Jahr      | 1994   | 2004   | 2014   | 2024   |
| Einwohner | 43.001 | 53.682 | 74.699 | 86.595 |

Die Bevölkerung der Stadt besteht nahezu ausschließlich aus zugewanderten Angehörigen verschiedener Berberstämme der Umgebung.

## Wirtschaft
Tiznit ist das größte wirtschaftliche Zentrum der Region südlich von Agadir; das Stadtbild ist von Geschäften und Dienstleistungsunternehmen aller Art geprägt. Tiznit hat sich zum Zentrum des Kunsthandwerks der Gold- und Silber-Schmiede entwickelt. Hier wird – wie sonst nur auf Malta – die Kunst der Filigran-Arbeit praktiziert, bei der feinste Edelmetalldrähte über die Zwischenstation kleiner Ornamente unter anderem zu Ohrringen, Armbändern und Halsketten verarbeitet werden. Aber auch Berberschmuck mit Glasperlenaufsätzen und Emaileinlagen wird hier hergestellt. Gold- und Silberschmuck ist in Marokko vor allem bei Hochzeiten von großer Bedeutung, wobei die im Norden lebenden Araber traditionell Goldschmuck, die Berber des Südens hingegen Silberschmuck bevorzugten.

## Geschichte
Tiznit wurde in den Jahren 1881/82 durch den Alaouiten-Sultan Mulai al-Hassan I. als Festungsstadt der marokkanischen Zentralgewalt gegen die stets unruhigen Berberstämme des Südens gegründet.
Zu Beginn der französischen Protektoratszeit (1912) ließ sich zunächst der aufständische Berberfürst Ahmed al-Hiba in Tiznit zum Gegen-Sultan ausrufen, doch noch im gleichen Jahr wurde sein Heer bei Sidi Bou Othmane in der Nähe von Marrakesch vernichtend geschlagen. Wenig später erhielt der Südwesten Marokkos unter dem von den Franzosen zum „Pascha von Tiznit“ erhobenen Clanchef der Goundafa-Berber Si Tayyeb eine faktische Autonomie.

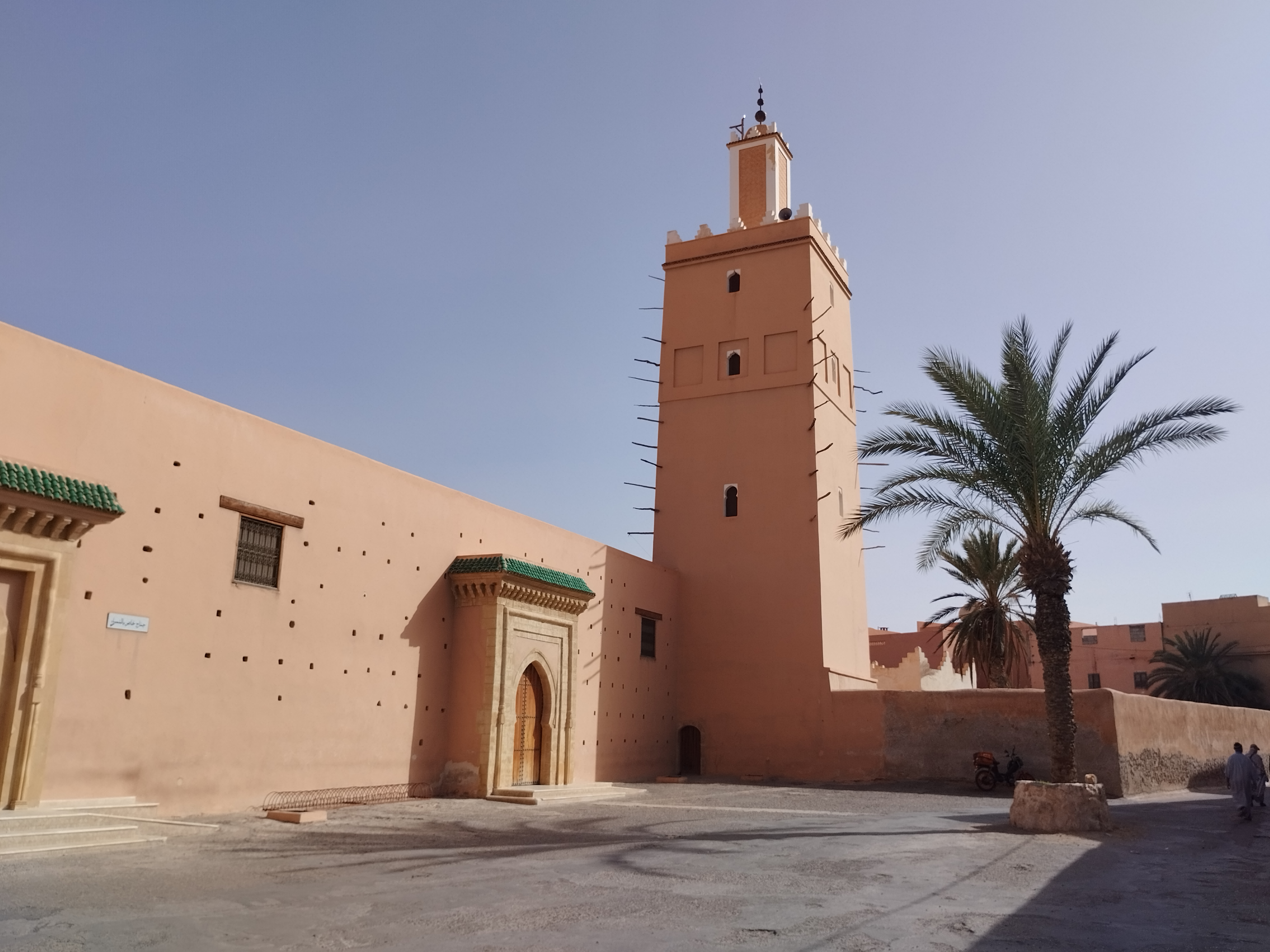
Grande Mosquée

## Stadtbild
- Die Altstadt hat eine im Jahr 1882 fertiggestellte sechs Kilometer lange Stadtmauer mit 36 vorspringenden Türmen und acht Stadttoren. Es gibt in Tiznit eine kleine Medina, einige Handelsplätze und den arkadengesäumten Hauptplatz Place du Méchouar.
- Die Grande Mosquée (Große Moschee) mit ihrem von hölzernen Querstangen geschmückten Minarett, das möglicherweise auf schwarzafrikanische Einflüsse (z. B. Djenné, Mali oder Agadez, Niger) hinweist, wurde Anfang des 20. Jahrhunderts erbaut.
- In der Nähe befindet sich eine Brunnenanlage (Source bleue).

## Städtepartnerschaften
- Saint-Denis (Frankreich)
- Somerville (USA)